# 10733 Georgesand
10733 Georgesand (1988 CP1) là một tiểu hành tinh vành đai chính.